# Jakub Potocki (zm. 1613)

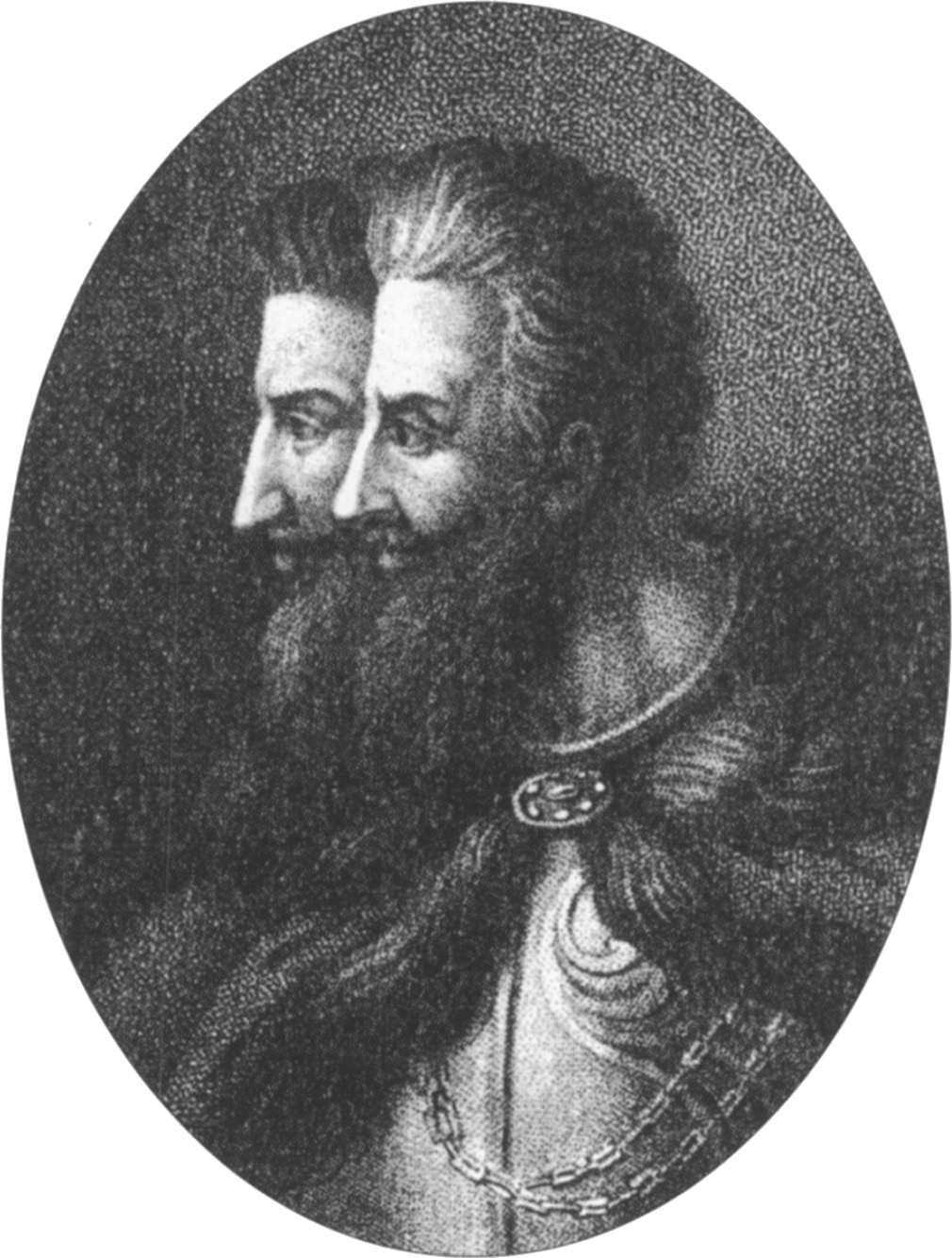
Jan i Jakub Potoccy

Jakub Potocki (ur. ok. 1554 w Kamieńcu Podolskim, zm. 26 stycznia 1613 roku w Złotym Potoku) – wojewoda bracławski od 1611, kasztelan kamieniecki, generał ziem podolskich, starosta białocerkiewski, białokamieniecki i latyczowski, starosta smotrycki w 1612 roku, dworzanin Stefana Batorego.

## Wywód genealogiczny
| 4. Jakub Potocki         |  |                    |  |  |                  |
|                          |  | 2. Mikołaj Potocki |  |  |                  |
| 5. Katarzyna Jemielnicka |  |                    |  |  |                  |
|                          |  |                    |  |  | 1. Jakub Potocki |
| 6. Andrzej Czermiński    |  |                    |  |  |                  |
|                          |  | 3. Anna Czerminska |  |  |                  |
| 7.                       |  |                    |  |  |                  |
|                          |  |                    |  |  |                  |

## Życiorys
Brat Jana, Andrzeja i Stefana. Przebywał na dworze Zygmunta Augusta, za Zygmunta III Wazy długoletni kasztelan kamieniecki. W 1607 roku był posłem na sejm z ziemi halickiej. Walnie odznaczył się przy zdobyciu Smoleńska (1611), za co mianowany został, po swym zmarłym bracie Janie, wojewodą bracławskim.
Jego synem był Mikołaj Potocki, kasztelan krakowski i hetman wielki koronny.
Został pochowany w Potoku Złotym, w miejscowym kościele.